# Elizabeth Gloster
 (juin 2024).
La mise en forme du texte ne suit pas les recommandations de Wikipédia : il faut le « wikifier ».
Les points d'amélioration suivants sont les cas les plus fréquents :
- Les titres sont pré-formatés par le logiciel. Ils ne sont ni en capitales, ni en gras.
- Le texte ne doit pas être écrit en capitales (les noms de famille non plus), ni en gras, ni en italique, ni en « petit »…
- Le gras n'est utilisé que pour surligner le titre de l'article dans l'introduction, une seule fois.
- L'italique est rarement utilisé : mots en langue étrangère, titres d'œuvres, noms de bateaux, etc.
- Les citations ne sont pas en italique mais en corps de texte normal. Elles sont entourées par des guillemets français : « et ».
- Les listes à puces sont à éviter, des paragraphes rédigés étant largement préférés. Les tableaux sont à réserver à la présentation de données structurées (résultats, etc.).
- Les appels de note de bas de page (petits chiffres en exposant, introduits par l'outil «  Source ») sont à placer entre la fin de phrase et le point final[comme ça].
- Les liens internes (vers d'autres articles de Wikipédia) sont à choisir avec parcimonie. Créez des liens vers des articles approfondissant le sujet. Les termes génériques sans rapport avec le sujet sont à éviter, ainsi que les répétitions de liens vers un même terme.
- Les liens externes sont à placer uniquement dans une section « Liens externes », à la fin de l'article. Ces liens sont à choisir avec parcimonie suivant les règles définies. Si un lien sert de source à l'article, son insertion dans le texte est à faire par les notes de bas de page.
- La présentation des références doit suivre les conventions bibliographiques. Il est recommandé d'utiliser les modèles {{Ouvrage}}, {{Chapitre}}, {{Article}}, {{Lien web}} et/ou {{Bibliographie}}. Le mode d'édition visuel peut mettre en forme automatiquement les références.
- Insérer une infobox (cadre d'informations à droite) n'est pas obligatoire pour parachever la mise en page.

Pour une aide détaillée, merci de consulter Aide:Wikification.
Si vous pensez que ces points ont été résolus, vous pouvez retirer ce bandeau et améliorer la mise en forme d'un autre article.
Pour les articles homonymes, voir Gloster.
Elizabeth Gloster, Dame Popplewell, (née le 5 juin 1949) est une avocate britannique qui a été juge à la Cour d'appel d'Angleterre et du Pays de Galles et vice-présidente de la Division civile. Elle est la première femme juge de la Commercial Court.

## Éducation
Gloster fait ses études à la Roedean School et au Girton College, Cambridge.

## Carrière
Gloster est appelée au barreau par l'Inner Temple en 1971 (et nommée bancheur en 1992). En 1989, elle est devenue Conseiller de la Reine. Elle est nommée juge des Cours d'appel de Jersey et Guernesey en 1993 et Recorder en 1995. Le 21 avril 2004, Gloster est nommée juge à la High Court, recevant la nomination habituelle en tant que Dame Commandeur de l'Ordre de l'Empire britannique (DBE) et affectée à la Division de la Reine (Commercial Court). De 2010 à 2012, elle a été la juge responsable de la Commercial Court.
En 2012, Gloster traite une affaire impliquant deux oligarques russes dans laquelle Boris Berezovsky affirme que Roman Abramovich l'a intimidé pour vendre des actions dans le géant pétrolier russe Sibneft et réclame 3 milliards de livres sterling de dommages et intérêts. Elle juge que Berezovsky est "un témoin intrinsèquement peu fiable" et statue en faveur d'Abramovich. Un éditorial dans The Times est d'accord avec la conclusion de la juge. Au début du procès, elle a déclaré en audience que son beau-fils a représenté Abramovich en tant qu'avocat à un stade précoce de l'affaire,. Les avocats de Berezovsky déclarent que leur client n'avait aucune objection à ce qu'elle continue de traiter l'affaire. Ils ont plus tard prétendu que l'implication de l'avocat, pour laquelle il avait été payé 469 000 livres sterling en honoraires, avait été sous-estimée mais n'ont pas fait appel de la décision. Interrogé à l'extérieur du tribunal s'il pensait que le président russe Vladimir Poutine serait satisfait de la décision, Berezovsky a répondu: "Parfois, j'ai l'impression que Poutine lui-même a rédigé ce jugement." Une déclaration du Bureau de la magistrature, qui représente les juges, a déclaré que le beau-fils de Dame Elizabeth n'avait pas comparu à des audiences où elle était présente. La déclaration indiquait: "Lorsqu'un juge a révélé une relation familiale aux parties, c'est une décision judiciaire de savoir si un juge estime qu'il doit se récuser ou non. La manière de contester une décision de ne pas se récuser serait de faire appel devant les tribunaux."
Le 9 avril 2013, elle est nommée Lady Justice of Appeal et par conséquent nommée au Conseil privé. Elle devient Vice-présidente de la Division civile de la Cour d'appel le 7 décembre 2016, à la retraite de Lord Justice Moore-Bick. Elle prend sa retraite de la Cour d'appel le 1er juin 2018. Elle est juge de la cour commerciale, appliquant le droit commun anglais, auprès des tribunaux ADGM (Abu Dhabi Global Market),.

### Jugements
- Relfo Ltd v Varsani [2014] EWCA Civ 360 – Droit anglais de l'enrichissement sans cause concernant dans quelle mesure l'enrichissement du défendeur doit être aux dépens du demandeur ; Gloster LJ concourant avec Arden LJ

### Vie privée
En 2005, Elizabeth Gloster divorce de Stanley Brodie. Le 15 mars 2008, elle épouse Oliver Popplewell.